# 胡谨
胡谨（1950年3月30日—），浙江慈谿人，台湾国防工业、航空业界人士，曾任汉翔航空工业公司总经理。

## 学历
- 1972年，毕业于台北工专（今國立臺北科技大學）电机科
- 1977年，获美国辛辛那提大学电子研究所硕士学位
- 1981年，获美国辛辛那提大学电子研究所博士学位
- 1994年，美国哈佛大学管理学院高级管理所 AMP/ISMP 169 期毕业

## 履历
- 1986年-1988年，任国防部中山科学研究院第一研究所空电组组长
- 1988年-1990年，任国防部中山科学研究院第研究所副所长
- 1990年-1992年，任国防部航空工业发展中心驻美FWO办公室主任
- 1993年-1994年，任国防部航空工业发展中心安翔专案室副主任
- 1994年-1996年，任国防部航空工业发展中心安翔专案室主任
- 1996年-1997年，任经济部汉翔航空工业公司副总经理
- 1997年-，任汉翔航空工业公司总经理